# Nowa Wieś Mała (powiat olsztyński)
Nowa Wieś Mała (dawniej niem. Neudorf bei Guttstadt) – wieś w Polsce położona w województwie warmińsko-mazurskim, w powiecie olsztyńskim, w gminie Dobre Miasto.
W latach 1975–1998 miejscowość należała administracyjnie do województwa olsztyńskiego.  Wieś znajduje się w historycznym regionie Warmia.

## Kalendarium
3 XI 1608 - Biskup warmiński Szymon Rudnicki założył wieś Neudorf - Nową Wieś Małą nadając jej 29 łanów. Areał wsi przynależał do komornictwa dobromiejskiego. Z danego areału 3 i 1/2 łanu wolnego otrzymał sołtys, bez obowiązku wystawiania służby rycerskiej. Biskup warmiński Jan Albert Waza nadał tu 4 łany Kasprowi Karpińskiemu na 60 lat. 
18 VIII 1632 - Po śmierci obdarowanego areał ten został przydzielony jego siostrze.
1656 - Na 29 łanach mieszkali: sołtys i 6 chłopów, a w 1688 na tej samej powierzchni: sołtys, 9 chłopów, zagrodnik, 9 komorników, 2 rybaków i dwoje ludzi starych.
1695 - Wieś liczyła 24 rodziny - 116 mieszkańców w tym 57 kobiet i 59 mężczyzn. Byli wśród nich: sołtys, 9 chłopów, 5 komorników, zagrodnik, rybak i pasterz. Wieś należała do parafii dobromiejskiej.
1702-1767 - Nowa Wieś Mała występuje jako osada.
1817 - Wieś liczyła 105 mieszkańców.
1846 - Było już 24 domy i 161 mieszkańców, wśród nich było 3 ewangelików i 158 katolików.
1871 - We wsi było 27 domów 206 mieszkańców, a w 1925r. 30 domów i 197 mieszkańców.
1939 - Wieś liczy 191 mieszkańców.
1945 - Przybywają nowi osadnicy z Wileńszczyzny i Lubelszczyzny.
1963 - Elektryfikacja.
1977 - We wsi nie ma szkoły, dzieci uczęszczają do szkół dobromiejskich.